# Erich Engels
Erich Engels, född 11 september 1908 i Tecklenburg, död 17 maj 1951 i Warszawa, var en tysk kriminalkommissarie och SS-Hauptsturmführer. Under andra världskriget ledde han avdelningen för judiska frågor vid Gestapo i Lemberg (Lviv).

## Biografi
Erich Engels blev medlem i Sturmabteilung (SA) 1930 och i Nationalsocialistiska tyska arbetarepartiet (NSDAP) i februari 1931. I oktober 1935 fick han anställning vid Gestapo i Kassel och blev två år senare befordrad till kriminalkommissarie. Därefter var han verksam vid Gestapo i Bielefeld och senare i Ungarisch-Hradisch tätig. I juli 1938 inträdde Engels i Schutzstaffel (SS).

### Andra världskriget
Den 1 september 1939 anföll Tyskland sin östra granne Polen och andra världskriget utbröt. I slutet av oktober inrättades Generalguvernementet, det polska territorium som ockuperades av Tyskland. Engels kom då att tjänstgöra vid staben hos kommendören för Sicherheitspolizei (Sipo) och Sicherheitsdienst (SD) i distriktet Warschau. Efter Tysklands anfall mot den forna bundsförvanten Sovjetunionen, Operation Barbarossa, inrättades i Generalguvernementet i augusti 1941 ett femte distrikt — Galizien. Engels utsågs till chef för avdelningen för judiska frågor vid Gestapo i Lemberg; hans överordnade var Helmut Tanzmann, kommendör för Sipo och SD i Galizien. Engels var delaktig i deportationer av judar till förintelselägret Bełżec. Den 1 september 1942 lät Engels hänga elva medlemmar av Lembergs juderåd offentligt. Räkningen för repen sände han till juderådet.

### Massakern i Breitenau
I samband med Lvov-Sandomierz-offensiven i juli 1944 återockuperade Sovjetunionen Lemberg och den tyska administrationen i Galizien upphörde. Engels återvände till Tyska riket och blev ställföreträdande Gestapo-chef i Kassel under SS-Sturmbannführer Franz Marmon. Engels inrättade en filial, Außenstelle, till Gestapo i Kassel i koncentrationslägret Breitenau, beläget i Guxhagen, omkring 15 kilometer söder om Kassel. Engels beordrade den 30 mars 1945 en exekutionspluton under Peter Frischkorn att arkebusera 28 lägerfångar. Av dessa var 9 ryska krigsfångar, 9 ryska tvångsarbetare, 10 franska motståndskämpar och 2 nederländare.
I andra världskrigets slutskede greps Engels av amerikanska soldater och internerades i Darmstadt. Senare fördes han över till Dachau, som efter befrielsen i april 1945 nyttjades som interneringsläger för misstänkta krigsförbrytare. I april 1947 utlämnades Engels till Polen för att där ställas inför rätta tillsammans med fem andra tjänstemän från Gestapo och Kripo i Kassel: Peter Frischkorn, Kurt Knigge, Hans Lütje, Reinhold Aust och Erich Mamsch. Den 13 mars 1950 dömdes Engels till döden och han avrättades i Warszawa den 17 maj 1951.